# 小豆沢病院
小豆沢病院（あずさわびょういん）は、医療法人財団健康文化会が東京都板橋区小豆沢に設置する病院。

## 概要
救急告示病院であり、一般病床94床、療養病床40床を備えている。また透析用病床も25床備えている。
公益財団法人日本医療機能評価機構認定病院(病院評価結果は3rdG:Ver.1.1(3回目,2015年11月6日認定,2020年10月16日認定有効期限))。社会福祉法に基づく無料定額診療事業を行っている。
全日本民主医療機関連合会(民医連)に加盟している。

## 診療科
- 内科[5]
- 糖尿病内科[5]
- 人工透析内科[5]（透析用病床25床）
- 消化器内科[5]
- 循環器内科[5]
- 呼吸器内科[5]
- 神経内科[5]
- 小児科[5]
- 外科[5]
- 消化器外科[5]
- 内分泌外科[5]
- 整形外科[5]
- 眼科[5]
- 皮膚科[5]
- 泌尿器科[5]
- こう門科[5]

## 医療機関の認定
- 保険医療機関[5]
- 労災保険指定医療機関[5]
- 生活保護法指定医療機関[5]
- 結核指定医療機関[5]
- 原子爆弾被害者一般疾病医療取扱医療機関[5]
- 指定自立支援医療機関（更生医療）[5]
- 指定自立支援医療機関（育成医療）[5]
- 公害医療機関[5]
- 臨床研修病院[5]
- 在宅療養支援病院[5]
- 身体障害者福祉法指定医の配置されている医療機関[5]
- 無料低額診療事業実施医療機関[5]

## 差額ベッド代について
病院の理念により、差額ベッド料（個室料）を徴収していない。

## 関連人物
- 小池 晃(医師、参議院議員) - 1987年の東北大学医学部卒業後、勤務していた時期がある。

## 関連書籍
- 『いいお産、したい 小豆沢病院・立川相互病院産科チームの発信』及川和男著,1991,桐書房 ISBN 4-87647-144-4

## 交通アクセス
- 都営地下鉄三田線「本蓮沼駅」より 徒歩10分
- JR京浜東北線「赤羽駅」下車、北改札口西口から国際興業バスときわ台駅行き乗車、「志村１丁目」停留所より徒歩3分
- 東武東上線「ときわ台駅」下車、北口から国際興業バス赤羽駅行き乗車、「小豆沢１丁目」停留所より徒歩3分

## 周辺
- 東京信用金庫 志村支店
- 板橋区立志村第二小学校
- 板橋区立志村第二中学校